# Općina Sveti Jurij ob Ščavnici
Općina Sveti Jurij ob Ščavnici (slo.:Občina Sveti Jurij ob Ščavnici) je općina u sjeveroistočnoj Sloveniji u pokrajini Štajerskoj i statističkoj regiji Pomurje. Središte općine je naselje Sveti Jurij ob Ščavnici s 206 stanovnika.

## Zemljopis
Općina Sveti Jurij ob Ščavnici nalazi se u sjeveroistočnom dijelu Slovenije. 
Područje općine pripada brežuljkastome kraju istočnih Slovenskih Gorica,  kraju poznatom po vinogradarstvu i vinarstvu.
U općini vlada umjereno kontinentalna klima.
Najznačajniji vodotok u općini je rječica Ščavnica. Ostali vodotoci su mali i njeni su pritoci.
Blaguško jezero je umjetno akumulacijsko jezero i nalazi se na području ove općine.

## Naselja u općini
Biserjane, Blaguš, Bolehnečici, Brezje, Čakova, Dragotinci, Gabrc, Galušak, Grabonoš, Grabšinci, Jamna, Kočki Vrh, Kokolajnščak, Kraljevci, Kupetinci, Kutinci, Mali Moravščak, Rožički Vrh, Selišči, Slaptinci, Sovjak, Stanetinci, Stara Gora, Sveti Jurij ob Ščavnici, Terbegovci, Ženik, Žihlava

## Vanjske poveznice
- Službena stranica općine